# インドグランプリ (ロードレース)
インドグランプリ（インドGP、Indian motorcycle Grand Prix ）は、ロードレース世界選手権の一戦としてインドで開催されているオートバイレースイベントである。

## 概要
フォーミュラ1でも開催されていたブッダ・インターナショナル・サーキットで行われる。過去に2013年シーズンのスーパーバイク世界選手権にてスケジュールが決定されていたが、サーキット面で不備があり中止となっている
。

## 歴代優勝者
| 年     | サーキット | Moto3            | Moto2            | MotoGP             | 結果 |
| ------ | ---------- | ---------------- | ---------------- | ------------------ | ---- |
| 2023年 | ブッダ     | ジャウマ・マシア | ペドロ・アコスタ | マルコ・ベツェッキ | 詳細 |